# کیورز علیا
کیورز علیا، روستایی از توابع بخش مرکزی شهرستان الیگودرز در استان لرستان ایران است.این روستا دارای آب و هوای سرد میباشد اکثر کشاورزی این روستا گندم است و اکثر باغ های آن درخت گردو میباشد

## جمعیت
این روستا در دهستان بربرود غربی قرار دارد و براساس سرشماری مرکز آمار ایران در سال ۱۳۸۵، جمعیت آن ۱۳۴ نفر (۲۳خانوار) بوده‌است.مردمان این روستا از طایفه میرزاوند میباشند ونام خانوادگی آنها میرزایی ومیرزاوند میباشند
- فهرست روستاهای ایران